# Asociación Mexicana de Productores de Fonogramas y Videogramas
A Asociación Mexicana de Productores de Fonogramas y Videogramas (AMPROFON) (Português: Associação Mexicana de Produtores de Fonogramas e Vídeogramas) é uma organização oficial do México que representa os interesses da indústria musical no país. Foi fundada em 3 de abril de 1963 e é associada ao IFPI.